# 雲辺寺山頂公園

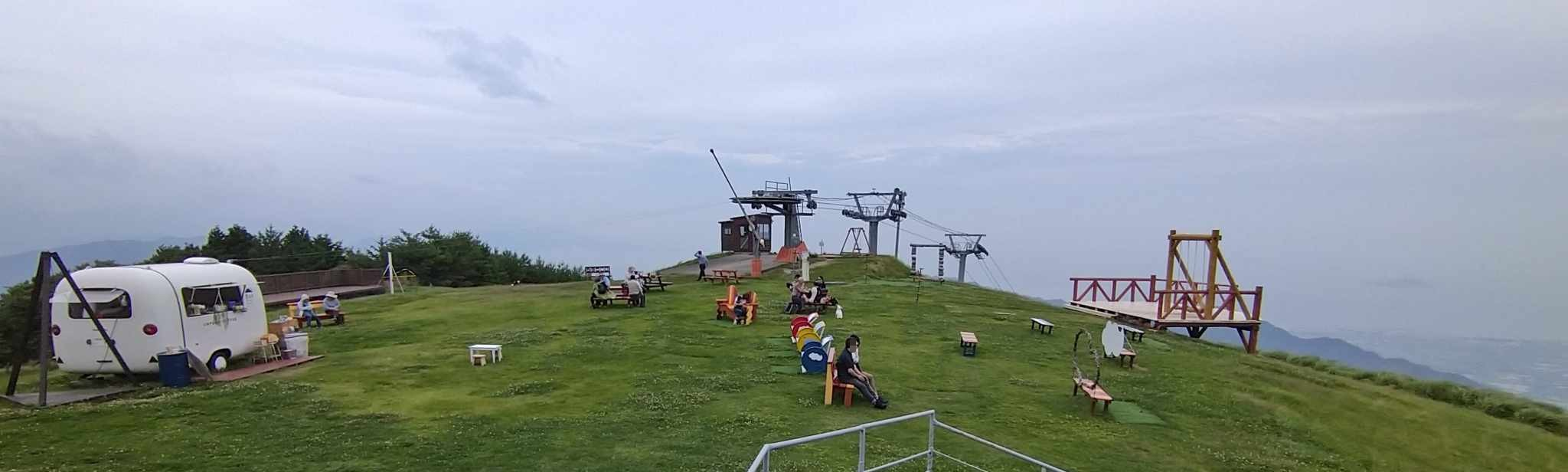
全景

雲辺寺山頂公園（うんぺんじさんちょうこうえん）は、雲辺寺山山頂に位置しており、香川県観音寺市の標高920ｍにあり、四国ケーブル株式会社が管理する芝生公園である。

## 概要
当所からは、瀬戸大橋、瀬戸内海、三豊平野、愛媛県の四国中央市街などを望むことができ、香川県側からのアクセスには雲辺寺ロープウェイを利用することにより容易に来訪することができる。四国八十八箇所の第六十六番札所・雲辺寺が隣接している。
2001年からロープウェーを運行する四国ケーブルにより香川県唯一のスキー場「スノーパーク雲辺寺」が開業。しかし、2020年3月の営業終了後、暖冬による営業日数の減少や造雪のための電気代の負担の増加、新型コロナの影響による客の減少などにより営業の継続を断念し閉鎖となった。
公園には2020年7月に「天空のブランコ」が整備されるなど、年中楽しめる観光地として再整備されることになった。
2020年10月15日、四国ケーブルの依頼で閉鎖したスキー場のレストランに紅葉期限定で「カフェルポUNPENJI」がオープンすることになり、好評を得て営業が継続された。その後「カフェルポUNPENJI」は元の店を構えていた三豊市に再オープンすることになったため、2021年9月20日に雲辺寺での営業を終えることになった。施設を管理する四国ケーブルでは観光客や雲辺寺参拝客に軽食を提供する店を新たに誘致する検討をしている。2022年1月にはスノーパーク雲辺寺時代に使われていた人工降雪機を活用し、同年2月までの土日祝日限定で雪遊びスポットが開設された

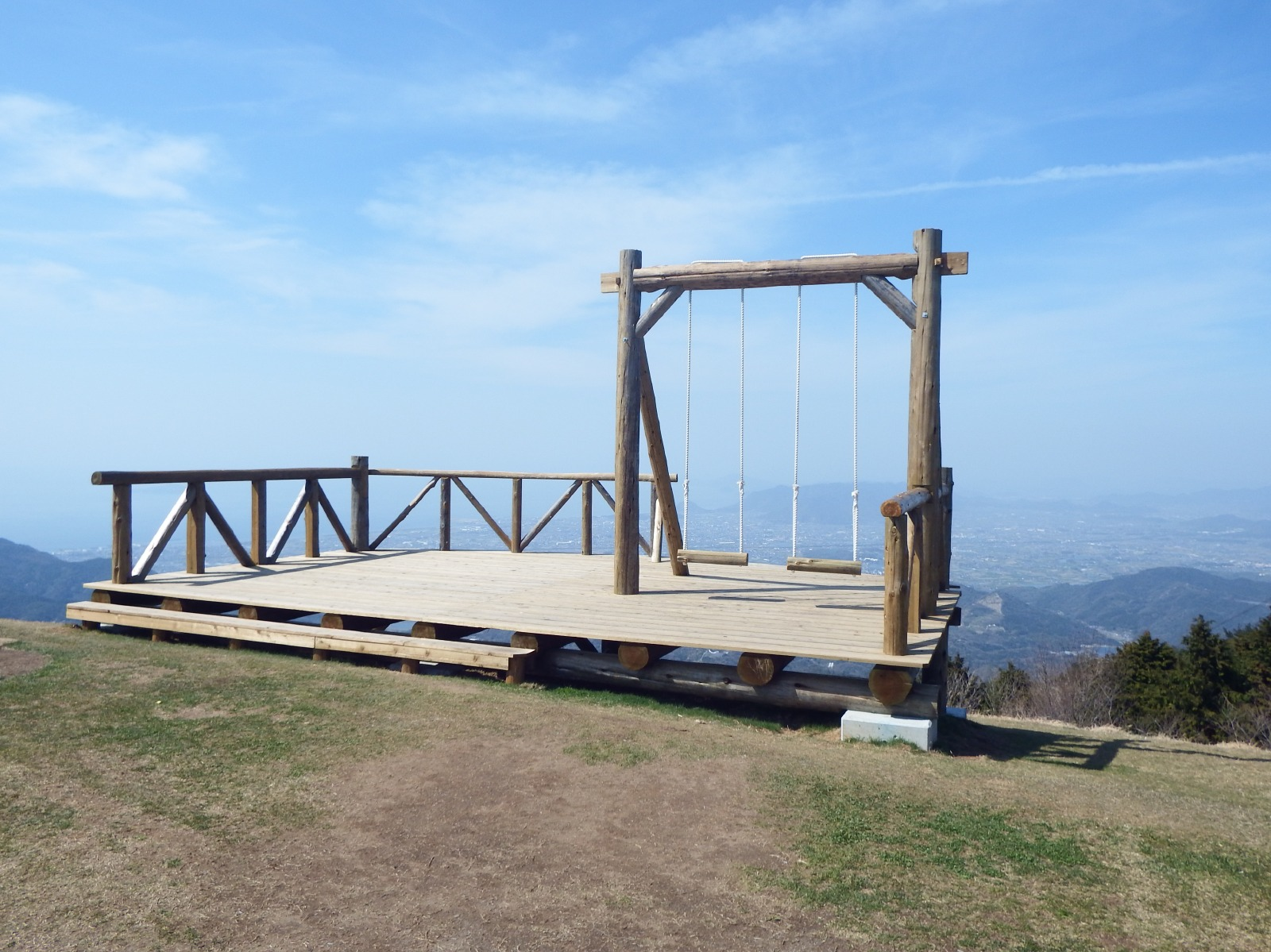
天空の木製ブランコ
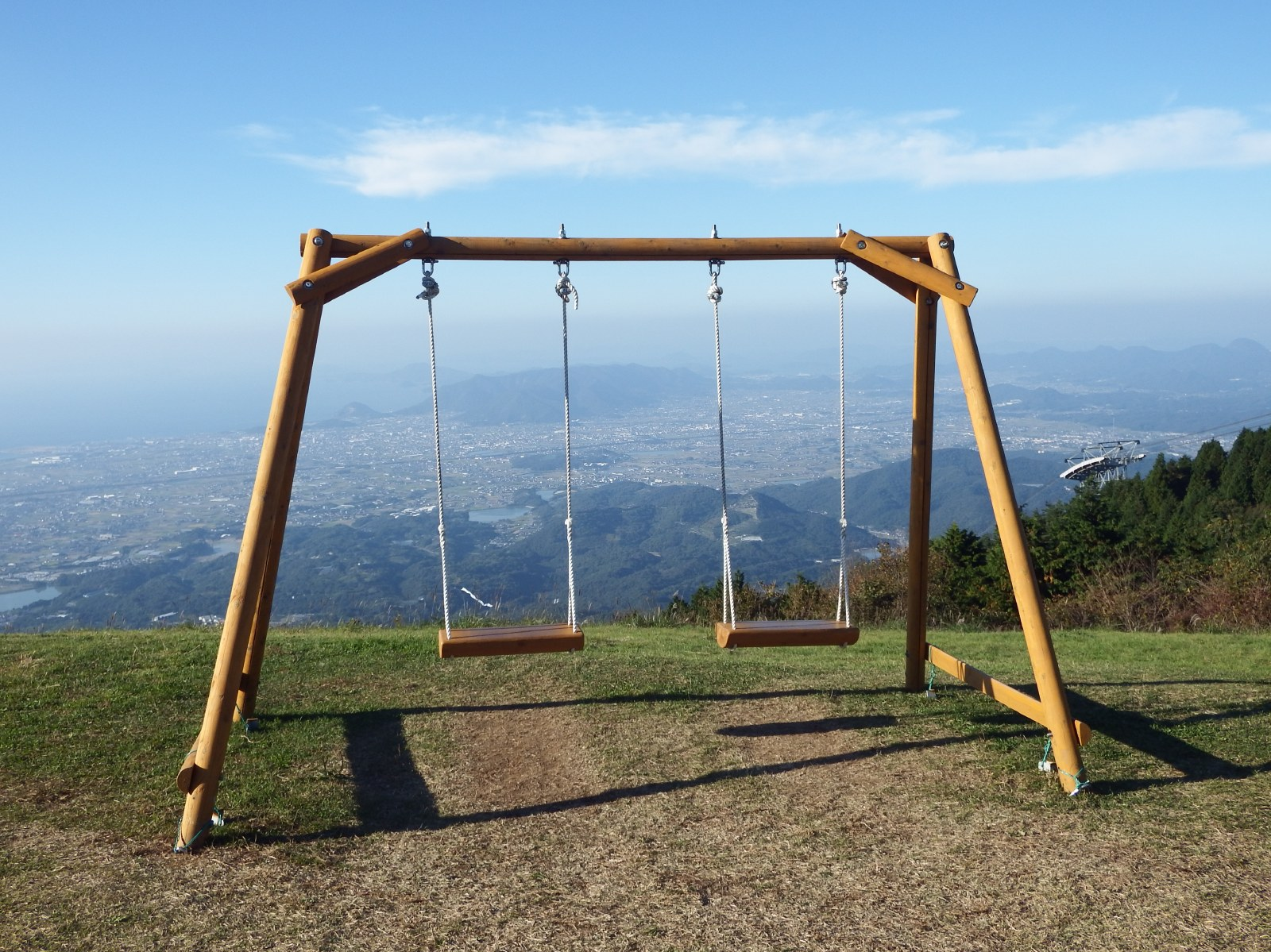
天空のブランコ
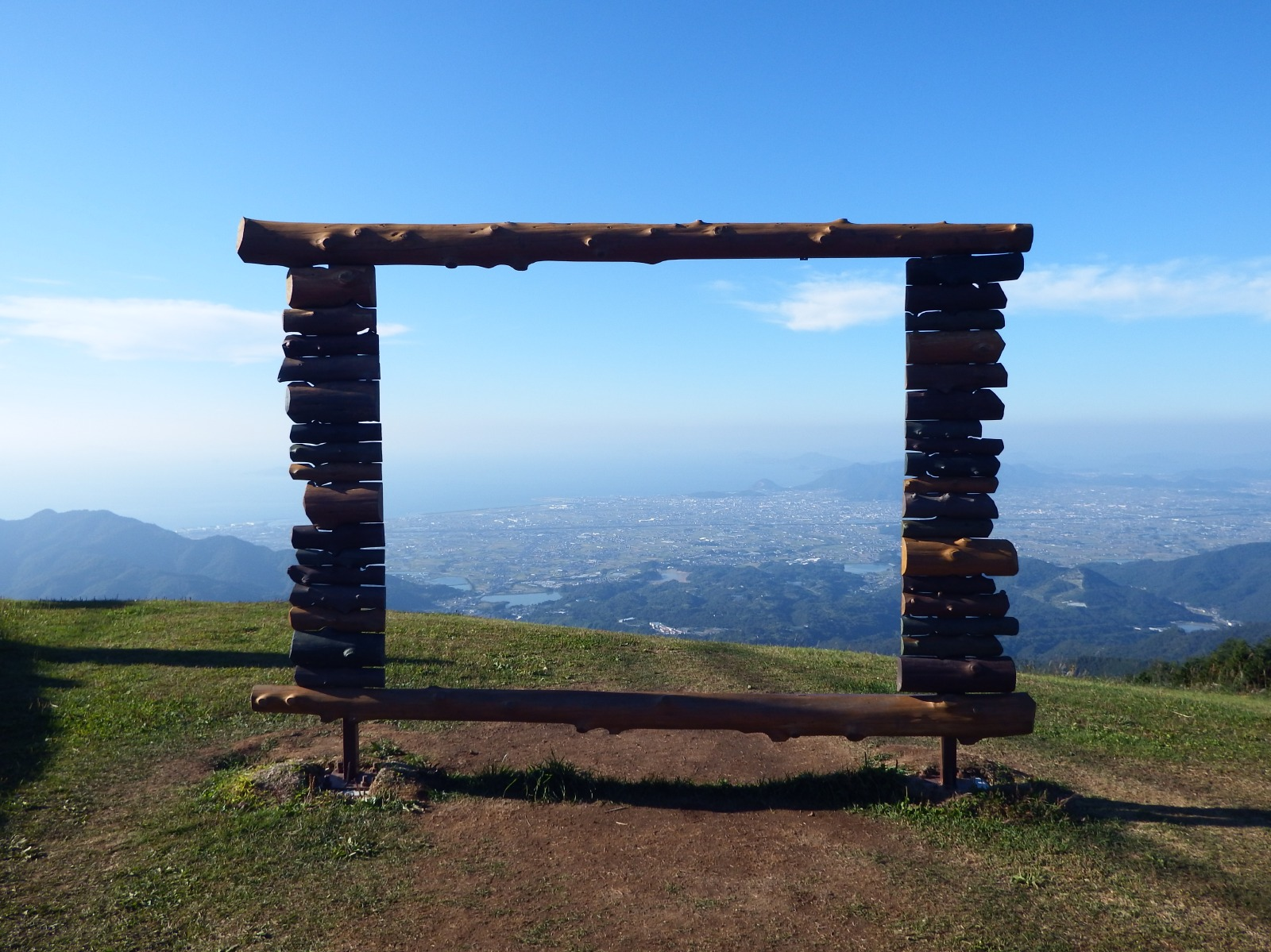
天空のフォトフレーム
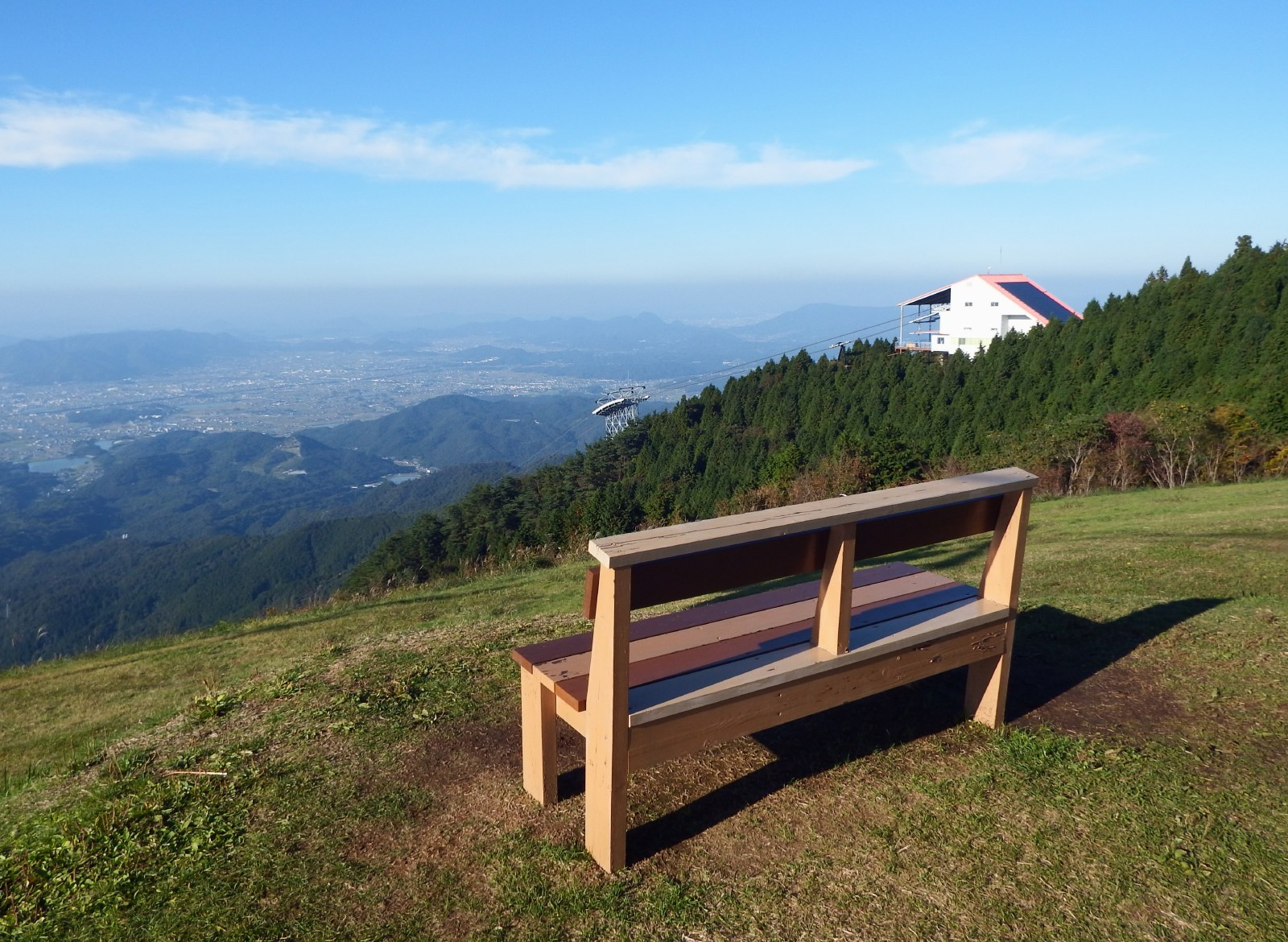
天空のベンチ

## 営業時間
年中無休※管理する雲辺寺ロープウェイに付随する。ロープウェイメンテナンスの為、臨時休業の可能性あり。
3月から11月： 7時30分 - 16時50分（ロープウェイ 7時20分 - 17時）
12月から2月： 8時10分 - 16時50分（ロープウェイ 8時 - 17時）

## アクセス
- 雲辺寺ロープウェイ利用の場合
  - 高松自動車道・大野原ICから山麓駅まで自動車で約15分。山頂駅から雲辺寺山頂公園までは徒歩で約200m。
- 車の場合
  - 徳島県側から山頂まで行くことは可能だが険しい山道のため、ロープウェイの方が無難。車で来場の場合、雲辺寺の駐車場（約15台）を使用し雲辺寺納経所にて参道補修費（普通車で500円）を支払う。駐車場から雲辺寺山頂公園までは徒歩で約1kmで前半の約10分は平坦道、後半約10分は上り坂。

## 周辺
- 雲辺寺

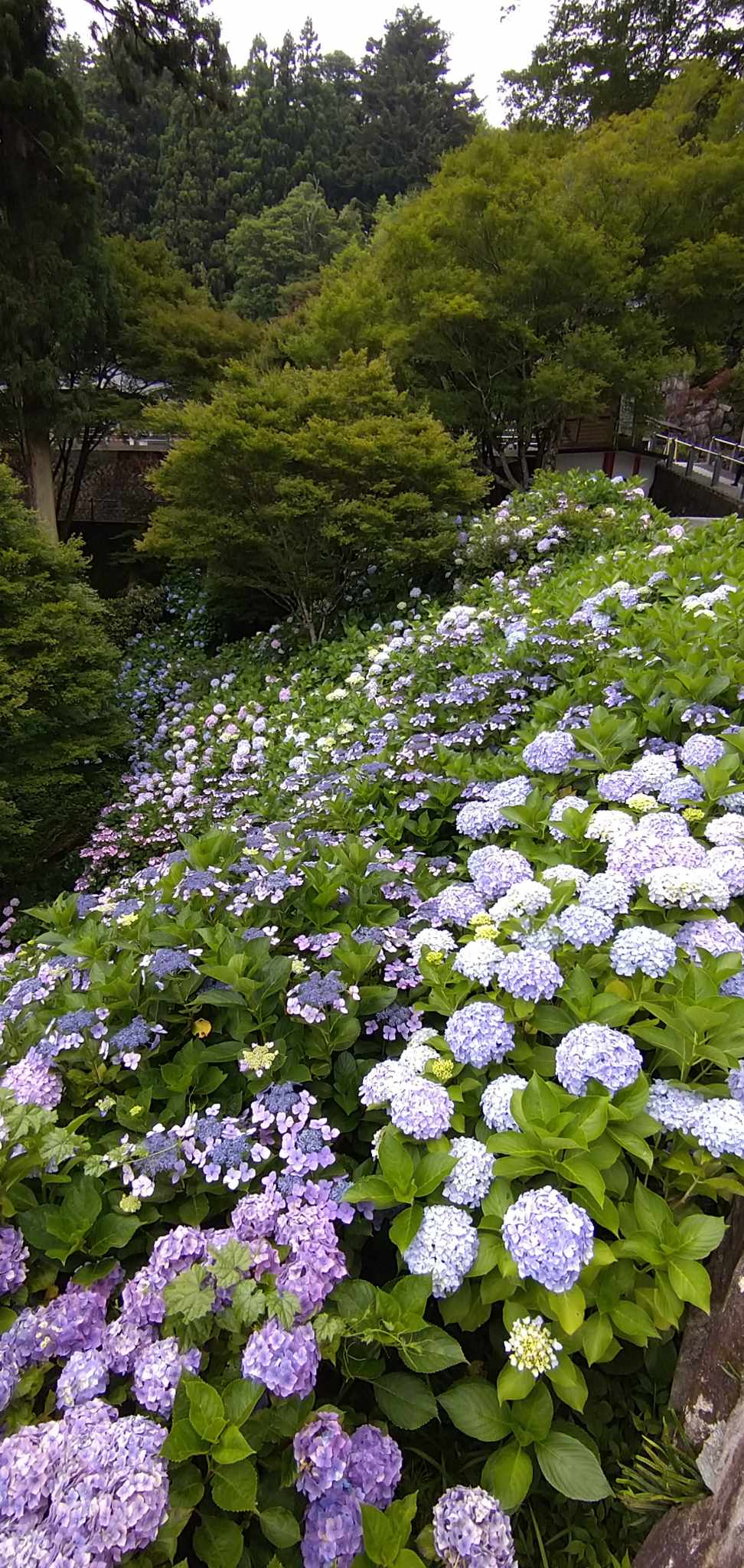
雲辺寺の紫陽花

7月中旬には紫陽花、11月上旬には紅葉が楽しめる。